# Programa Ranger

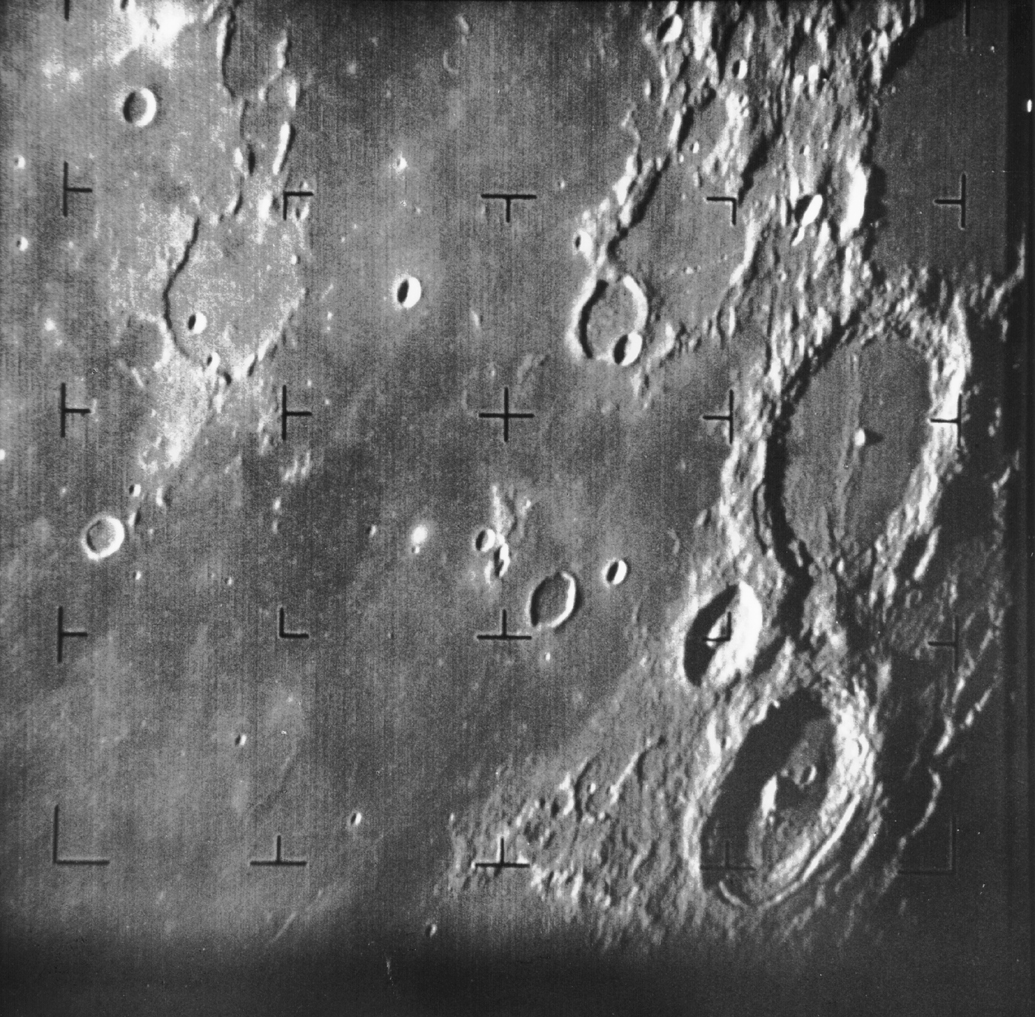
Primera imatge de la Lluna enviada per una missió Ranger (Ranger 7 en el 1964)

El programa Ranger va ser una sèrie de missions espacials no tripulades dels Estats Units en la dècada de 1960 que tenien com a objectiu obtenir imatges detallades de la superfície de la Lluna. La nau espacial Ranger va ser dissenyada per prendre imatges de la superfície lunar, enviant aquestes imatges cap a la Terra fins que van ser les sondes foren destruïdes en l'impacte lunar. Una sèrie de contratemps, però, van portar al fracàs dels sis primers vols. En un moment, el programa s'anomenava "disparar i esperar". El Congrés va iniciar una investigació sobre els “problemes de gestió” a la seu de la NASA i el Jet Propulsion Laboratory. Després de reorganitzar l'agència dues vegades, el Ranger 7 va enviar amb èxit imatges en el juliol de 1964, seguit de dues missions més també amb èxit.
El Ranger va ser originalment designat, començant en el 1959, en tres fases diferenciades, anomenades "blocks". Cada bloc tenia una sèrie d'objectius de la missió diferents i s'afegia progressivament un disseny més avançat. Els dissenyadors de la JPL van programar diversos llançaments en cada bloc, per maximitzar l'experiència d'enginyeria i valor científic de la missió i assegurar-se almenys un vol reeixit. El total dels costos d'investigació, desenvolupament, llançament i suport de la sèrie de sondes Ranger (Rangers 1 al 9) va ser d'aproximadament $170 milions.

## La nau espacial Ranger
Cada nau Ranger del block III contenia sis càmeres a bord. Les càmeres eren fonamentalment els mateixos amb les diferències en els temps d'exposició, camps de visió, lents, i els tipus d'anàlisi. El sistema de la càmera estava dividit en dos canals, P (parcial) i F (full en anglès, o complet en català). Cada canal tenia els seus propis alimentadors d'energia, rellotges i transmissors. El canal F tenia dos càmeres: la càmera A d'angle ampli i la càmera B d'angle estret. El canal P tenia quatre càmeres: P1 i P2 (angle estret) i P3 i P4 (angle ampli). La imatge final del canal F era presa entre 2,5 i 5 segons abans de l'impacte (altitud sobre els 5 km) i l'última imatge del canal P entre 0,2 a 0,4 segons abans de l'impacte (altitud sobre els 600 m). Les imatges van proporcionar una millor resolució de la disponible pels observadors terrestres de llavors en un factor de 1000.

## Llista de missions

### Missions del Block 1

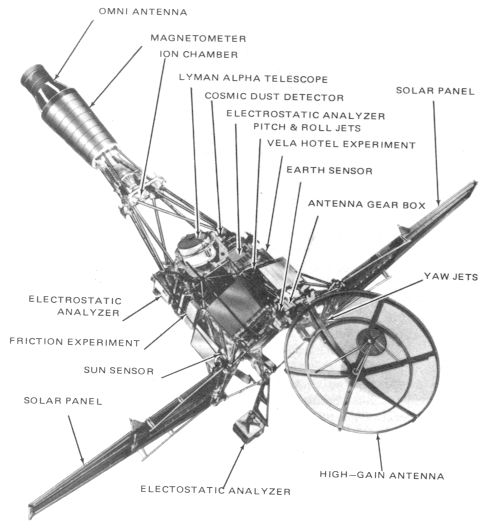
Esquema de la nau espacial Ranger block I. (NASA)

- Ranger 1, llançada el 23 d'agost de 1961, prototip lunar, error de llançament
- Ranger 2, llançada el 18 de novembre de 1961, prototip lunar, error de llançament

El Block 1, consistia en dos naus espacials llançades en òrbita terrestre en el 1961, estava destinat a provar els coets Atlas-Agena i l'equip de la nau sense intentar arribar a la Lluna.
Desafortunadament, els problemes amb les primeres versions del vehicle de llançament van donar una vida curta al Ranger 1 i Ranger 2, col·locant-los en òrbites terrestres baixes on les naus no podien estabilitzar-se per elles mateixes, recollir energia solar, o mantenir-s'hi durant temps. En el 1962, la JPL va utilitzar el disseny del Ranger 1 i el Ranger 2 pel fracassat Mariner 1 i el reeixit Mariner 2 com a sondes de l'espai profund cap a Venus.

### Missions del Block 2

Esquema de la nau espacial Ranger block II. (NASA)

- Ranger 3, llançada el 26 de gener de 1962, sonda lunar, la nau va fallar, es va perdre la Lluna
- Ranger 4, llançada el 23 d'abril de 1962, sonda lunar, la nau va fallar, impacte
- Ranger 5, llançada el 18 d'octubre de 1962, sonda lunar, la nau va fallar, es va perdre

El Block 2 del projecte Ranger va llançar tres naus espacials a la Lluna en el 1962, transportant una càmera de TV, un detector de radiació, i un sismòmetre en una càpsula separada frenada per un motor coet i dissenyada per sobreviure a un impacte de baixa velocitat en la superfície de la Lluna. Les tres missions van demostrar un bon rendiment del vehicle de llançament del/Agena B i l'adequació del disseny de les naus espacials, però per desgràcia, no tots en el mateix intent. La Ranger 3 va ser llançada en l'espai profund, però una imprecisió el va posar fora de rumb i es va perdre per complet la Lluna. La Ranger 4 va tenir un llançament perfecte, però la nau estava completament incapacitada. L'equip del projecte va fer un seguiment de la càpsula amb el sismòmetre per impactar fora de la visió en el cara oculta de la Lluna, validant el sistema de comunicacions i de navegació. La Ranger 5 va perdre la Lluna i va ser desactivada. No hi ha informació científica significativa obtinguda en aquestes missions. La nau pesava 331 kg.
Cap al final del Block 2, es va descobrir que un tipus de díode utilitzat en missions anteriors produïa una problemàtica descamació de la placa d'or per les condicions de l'espai. Això pot haver estat responsable d'alguns dels errors.

### Missions del Block 3

Esquema de la nau espacial Ranger block III. (NASA)

- Ranger 6, llançada el 30 de gener de 1964, sonda lunar, impacte, van fallar les càmeres
- Ranger 7
  - Llançada el 28 de juliol de 1964
  - Va impactar amb la Lluna el 31 de juliol de 1964 a les 13:25:49 UT
  - 10° 21′ S, 20° 35′ O / 10.35°S,20.58°O - Mare Cognitum
- Ranger 8
  - Llançada el17 de febrer 1965
  - Va impactar amb la Lluna el 20 de febrer de 1965 a les 09:57:37 UT
  - 2° 40′ N, 24° 39′ E / 2.67°N,24.65°E - Mare Tranquillitatis (mar de la tranquil·litat)
- Ranger 9
  - Llançada el 21 de març 1965
  - Va impactar amb la Lluna el 24 de març de 1965 a les 14:08:20 UT
  - 12° 50′ S, 2° 22′ O / 12.83°S,2.37°O - Cràter Alphonsus

El Block 3 dels Ranger va comportar a quatre llançaments en 1964-65. Aquestes naus espacials comptava amb un instrument de televisió dissenyada per observar la superfície lunar durant l'aproximació; quan la nau es va acostar a la Lluna, va revelar els detalls més petits que els millors telescopis de la Terra, amb detall de la mida d'un plat. El primer de la sèrie, el Ranger 6, va tenir un vol perfecte, excepte que el sistema de televisió va ser incapacitat per un accident en vol i no va poder prendre cap fotografia.
Els següents tres Rangers, amb una televisió redissenyada, va ser un èxit absolut. La Ranger 7 va fotografiar el seu camí el seu objectiu, una plana lunar, aviat anomenada Mare Cognitum, al sud del cràter Copernicus. Va enviar més de 4.300 imatges de sis càmeres que esperaven els científics i enginyers. Les noves imatges van revelar que els cràters causats per impactes van ser les característiques dominants de la superfície de la Lluna, fins i tot en les planes suaus i aparentment buides. Els grans cràters van ser marcats pels petits, i els petits, amb altres impactes encara més petits, en la mesura de grandària a mesura que es va poder discernir—sobre els 50 centímetres. Les ratlles de colors clars que irradien el Copernicus i uns pocs grans cràters altres resulten ser cadenes i xarxes de petits cràters dutes a terme per impactes primaris.
En el febrer de 1965, la Ranger 8 va realitzar una ruta obliqua sobre el sud d'Oceanus Procellarum i Mare Nubium, per impactar en el Mare Tranquillitatis on l'Apollo 11 aterraria 4 anys i mig després. Es va obtenir més de 7.000 imatges, cobrint una àrea més àmplia i es reforcen les conclusions de la Ranger 7. Aproximadament un mes més tard, la Ranger 9 va baixar en un cràter de 90 quilòmetres de diàmetre, l'Alphonsus. Va enviar 5.800 imatges, de manera concèntrica i aprofitant el molt baix nivell de la llum solar, proporcionant imatges de cràter en cràter, en contorns d'ondulacions suaus de la superfície lunar.
Per tant, després de molts problemes al principi que va ensenyar als enginyers de sistemes molt i els científics molt poc, el Projecte Ranger va acabar amb tres vols que van avançar considerablement els coneixements dels científics de la superfície lunar i va servir com a base de futurs vols.